# Baśń o Pączkowej
Baśń o Pączkowej – polski film telewizyjny przeznaczony dla młodych widzów, baśń. Powstał w roku 1996, premierę miał w roku 2000. Jest to filmowa adaptacja opowiadania Zbigniewa Brzozowskiego pod tym samym tytułem, pochodzącego ze zbioru Dycha z Kopernikiem (1976). Reżyserem filmu i autorką scenariusza jest Grażyna Popowicz.
Jest to baśń o spotkaniu dzieci z domu dziecka z niezwykłą kobietę – Pączkową. Okazuje się, że potrafi posługiwać się ona magiczną mocą.

## Obsada
- Halina Wyrodek jako Pączkowa
- Piotr Gąsowski jako Dyrektor domu dziecka
- Bogumiła Sztencel jako Sekretarka Krysia
- Andrzej Grabowski jako Palacz Tomasz Jarski
- Ewa Ziętek jako "Personelowa" Hela
- Marian Glinka jako "Kantorkowy"
- Jarosław Kostrzewa jako "Bamber"
- Andrzej Olejnik jako "Bamber"
- Zbigniew Szreder jako "Bamber"
- Alfred Wagner jako Leon
- Roman Czajka jako Witek
- Jarosław Ciaś jako Adam Pirek
- Piotr Malicki jako Kulka
- Oskar Silva jako Diablik
- Dominik Żemajtis jako Jerzyk
- Ewa Nassim jako Hania
- Elżbieta Wróblewska jako Kucharka Kazia
- Alicja Saj jako Wychowawczyni Sztec
- Maria Nowak
- Konrad Kujawski
- Grzegorz Górniak
- Mariusz Bielewski
- Kajetan Statkiewicz
- Maria Lubieniecka
- Aleksandra Sępkowska
- Bogdan Sępkowski